# Ситковецька селищна громада
Ситковецька селищна об'єднана територіальна громада — колишня об'єднана територіальна громада в Україні, в Немирівському районі Вінницької області. Адміністративний центр — смт Ситківці.
Площа громади — 57,66 км², населення — 2769 мешканців (2018).
Утворена 5 вересня 2016 року шляхом об'єднання Ситковецької селищної ради та Вищекропивнянської сільської ради Немирівського району.
6 травня 2020 року Кабінет Міністрів України затвердив перспективний план формування територій громад Вінницької області, в якому Ситковецька ОТГ відсутня, а Ситковецька селищна і Вищекропивнянська сільська ради включені до Райгородської ОТГ.
12 червня 2020 року Ситковецька селищна і Вищекропивнянська сільська ради включені до Райгородської ОТГ.

## Населені пункти
До складу громади входять 3 населені пункти — 1 смт (Ситківці) і 2 села: Вища Кропивна та Гута.